# The Best Man
The Best Man es una película estadounidense de 1999 escrita y dirigida por Malcolm D. Lee. Fue producida por la compañía 40 Acres and a Mule Filmworks con la colaboración de Spike Lee, primo del director. Protagonizada por Taye Diggs y Nia Long, sirvió como debut cinematográfico de la actriz Regina Hall. Una secuela con temática navideña titulada The Best Man Holiday fue estrenada el 15 de noviembre de 2013.

## Sinopsis
En Chicago, Harper (Taye Diggs) es un prometedor autor cuya primera novela, Unfinished Business, ha sido seleccionada por el Club del Libro de Oprah. Robyn (Sanaa Lathan), la devota novia de Harper, se siente frustrada por su falta de compromiso con ella.
Harper viaja a Nueva York para pasar el fin de semana con viejos amigos de la universidad, antes de que todos asistan a la boda de Lance (Morris Chestnut), un corredor de los New York Giants, y Mia (Monica Calhoun). Haciendo de padrino, Harper se reúne con sus amigos Murch (Harold Perrineau) y Jordan (Nia Long), quienes distribuyeron una copia avanzada de Unfinished Business entre su círculo de amigos, quienes representan la base principal de la novela.

## Reparto
- Taye Diggs es Harper Stewart
- Nia Long es Jordan Armstrong
- Morris Chestnut es Lance Sullivan

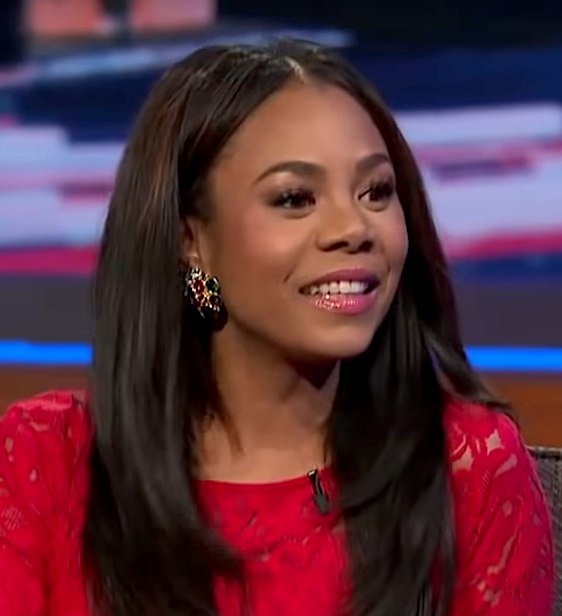
La actriz Regina Hall debutó en el cine en The Best Man

- Harold Perrineau es Julian "Murch" Murchison
- Terrence Howard es Quentin Spivey
- Sanaa Lathan es Robyn
- Melissa De Sousa es Shelby
- Monica Calhoun es Mia Morgan
- Jim Moody es Skeeter
- Regina Hall es Candace "Candy" Sparks
- Jarrod Bunch es Wayne
- Victoria Dillard es Anita

## Recepción
La película recibió generalmente reseñas positivas de los críticos. El sitio web Allmovie le otorgó tres estrellas de cinco posibles, y el crítico Jason Clark declaró que si bien la película tiene «momentos ocasionales de humor maduro, no logra decir nada nuevo sobre las bodas problemáticas o la experiencia de ser un afroamericano en ascenso en busca del amor». En Metacritic cuenta con una puntuación media favorable del 61% con base en 30 reseñas, mientras que en Rotten Tomatoes tiene un 72% de aprobación basada en las reseñas de 71 críticos. El consenso del sitio afirma: «Con un sólido reparto y una serie de personajes bien definidos, The Best Man es una comedia romántica inteligente y divertida que marca un impresionante debut para el escritor y director Malcolm D. Lee».
Realizada con un presupuesto relativamente pequeño de nueve millones de dólares, la cinta llegó a recaudar más de 34 millones de dólares, casi cuatro veces el costo de su producción. Además, recibió numerosos premios y reconocimientos. La actuación de Terrence Howard, en particular, generó elogios de la crítica cinematográfica y, en retrospectiva, se considera que The Best Man es su película revelación. En su reseña, Jason Clark afirmó que, aunque Taye Diggs lo hace bien en su primer papel como protagonista, Howard «domina la pantalla tan bien que el espectador desea secretamente que la película se centre en su personaje extrañamente cautivador». Los ocho miembros principales del reparto fueron nominados en los Premios NAACP Image de 2000; Howard y Nia Long se alzaron con el premio y The Best Man logró el galardón a la mejor película.